# Le carnet rouge
Le carnet rouge è un cortometraggio del 2004, scritto e diretto da Mathieu Simonet e interpretato da Toinette Laquière, Yann Claassen, Jean-Yves Chatelais e dallo stesso Simonet. È un libero adattamento de Il taccuino rosso di Paul Auster.

## Distribuzione
In Italia il film è stato presentato al Dedica Festival di Pordenone del 2009, dedicato a Paul Auster, nella sezione Paul Auster Marathon Movie 2, in lingua originale sottotitolato in italiano.
È stato presentato al Festival des films du monde de Montréal del 2005, Chicago International Reel Shorts Film Festival del 2005, Film Festival di Avignone del 2005 e al French Film Festival di Richmond del 2005.